# Hans Redlbach
Hans Redlbach (* 1. Februar 1943 in Flöhau, Landkreis Podersam; † 3. August 1990 in Berlin) war ein deutscher Bühnenbildner, Filmarchitekt und Fernseh-Produzent.

## Leben
Seine Eltern Elisabeth und Erich Redlbach flüchteten mit ihrem Sohn 1945 nach Rebsdorf im Vogelsberg Kreis Schlüchtern. 1952 übersiedelte die Familie nach Frankfurt am Main. Als er zehn Jahre alt war, starb seine Mutter. Der Vater heiratete wieder. Seinen Vater verlor Hans Redlbach im Alter von 14 Jahren. Seine Stiefmutter Berta Redlbach kümmerte sich weiter um ihn und seine Erziehung. Sie unterstützte seinen Berufswunsch, Bühnenbildner zu werden.
Hans Redlbach studierte in Düsseldorf an der Kunstakademie bei Teo Otto, der ihn schon früh als seinen Assistenten beschäftigte und ihn an das Stadttheater Bern als Chefbühnenbildner vermittelte. 1966 kam Hans Redlbach nach Berlin und arbeitete als Bühnenbildner unter Helmut Käutner am Schiller-Theater.
Ab 1967 arbeitete er als Filmarchitekt beim SFB und bei der UFA Bertelsmann unter der Leitung von Werner Mietzner. Er arbeitete mit den Regisseuren Thomas Engel, Rainer Wohlfahrt, Jo Hentschel, Jürgen Tögel. Ab Mitte der 1970er Jahre war er auch als Produzent bei der Ufa tätig. Inge Meysel feierte einige ihrer späten Erfolge aufgrund der Zusammenarbeit mit Hans Redlbach.
1979 gründete Hans Redlbach mit Karlheinz Brunnemann die Phoenix Film. Bis zu seinem Tod 1990 produzierte die Phoenix Film unter der Leitung von Hans Redlbach Vorabendserien und Fernsehfilme.

## Filmografie (Auswahl)
- 1982: Ein Kleid von Dior
- 1882: Sunny Boys
- 1982–1989: Jakob und Adele
- 1984: Er-Goetz-liches
- 1985–1992: Ein Heim für Tiere
- 1989: Rivalen der Rennbahn
- 1989: Geld macht nicht glücklich